# Cowspiracy
Cowspiracy: O Segredo da Sustentabilidade ( Cowspiracy: The Sustainability Secret, em inglês) é um documentário de 2014 dirigido e produzido por Kip Andersen e Keegan Kuhn. O filme examina os impactos da pecuária e da pesca na natureza, e investiga como as organizações ambientais lidam com a questão. As organizações analisadas no documentário incluem o Greenpeace, Sierra Club, Sea Shepherd Conservation Society, Rainforest Action Network, entre outras.
Para ser realizado, o filme contou com um financiamento coletivo no site especializado Indiegogo, e 1.449 contribuidores doaram 117 mil dólares até o final da campanha, superando em 247% o objetivo inicial de arrecadação. Graças ao investimento, o documentário foi dublado em espanhol e alemão, e legendado para outros dez idiomas, incluindo chinês e russo. Para obter os direitos de exibição do filme é necessário negociar com distribuidor ou com o website Tugg.
Uma nova versão do documentário, tendo Leonardo DiCaprio como produtor-executivo, estreou mundialmente na Netflix em 2015.

## Pessoas entrevistadas em destaque
- Michael Klaper (médico, escritor)
- Howard Lyman (ex-fazendeiro, escritor, ativista)
- lauren Ornelas (Ativista)
- Michael Pollan (escritor, professor universitário)
- Richard Oppenlander (escritor, consultor de sustentabilidade, pesquisador)
- William Potter (jornalista)
- Kirk R. Smith (cientista pesquisador da sustentabilidade do meio ambiente)
- Josh Tetrick (fundador da Hampton Creek)

## Prêmios
Cowspiracy foi escolhido pelo público como ganhador do South African Eco Film Festival, ganhando também como melhor filme estrangeiro na décima segunda edição do Festival de films pour l'environnement. Foi indicado como melhor filme na edição de 2015 do festival Cinema Politica.

## Recepção e críticas
A Union of Concerned Scientists contestou a afirmação do filme de que a maioria dos gases do efeito estufa são produzidos pela agricultura e pela pecuária. O consenso científico é que as mudanças climáticas são causadas por gases de efeito estufa liberados pela queima de combustíveis fósseis.